# Tampamolón Corona
Tampamolón Corona é um município do estado de San Luis Potosí, no México.